# Matthias Brüggenolte
Matthias Brüggenolte (* 1979 in Lippstadt) ist ein deutscher Schauspieler.

## Werdegang
Brüggenolte studierte von 2004 bis 2008 Schauspiel an der Arturo Schauspielschule in Köln. Anschließend war er in Fernsehserien wie Der Landarzt, Lindenstraße und Sturm der Liebe zu sehen. Außerdem spielte er in dem Film Die Gustloff mit. Zuletzt spielte er bei Morden im Norden mit. Von 2020 bis 2025 spielte er die Rolle Justus Albrecht bei der RTL-Daily Soap Alles was zählt. Im Januar 2025 stirbt seine Rolle den Serientod.

## Filmografie (Auswahl)
- 2008: Kleine Lüge für die Liebe
- 2008: Die Gustloff
- 2009: Wilsberg – Doktorspiele
- 2011: Pastewka – Das Brot
- 2012: Danni Lowinski – Ungeheuerlich
- 2012: Verbotene Liebe (Episode 4135)
- 2013: Der Landarzt – Amtshilfe
- 2013: Lindenstraße (Episode 1452)
- 2014, 2018: Sturm der Liebe
- 2014: Die Bergretter – Wettersturz
- 2014: Auf einmal
- 2014: Begierde – Mord im Zeichen des Zen
- 2015: Alarm für Cobra 11 – Die Autobahnpolizei – Space
- 2016: In aller Freundschaft – Die jungen Ärzte – Neustart
- 2017: Heldt – Und täglich stirbt das Kuscheltier
- 2017: Wilsberg – Die fünfte Gewalt
- 2018: Inga Lindström – Vom Festhalten und Loslassen
- 2019: Morden im Norden – Klassenkampf
- 2020–2025: Alles was zählt